# 궈쿠이
궈쿠이(중국어 간체자: 锅盔, 정체자: 鍋盔, 병음: guōkuī), 말 그대로 "냄비 투구"라는 뜻으로, 산시성 (섬서성) 요리에서 유래한 밀가루로 만든 일종의 빙 (납작빵)이다.

## 변형

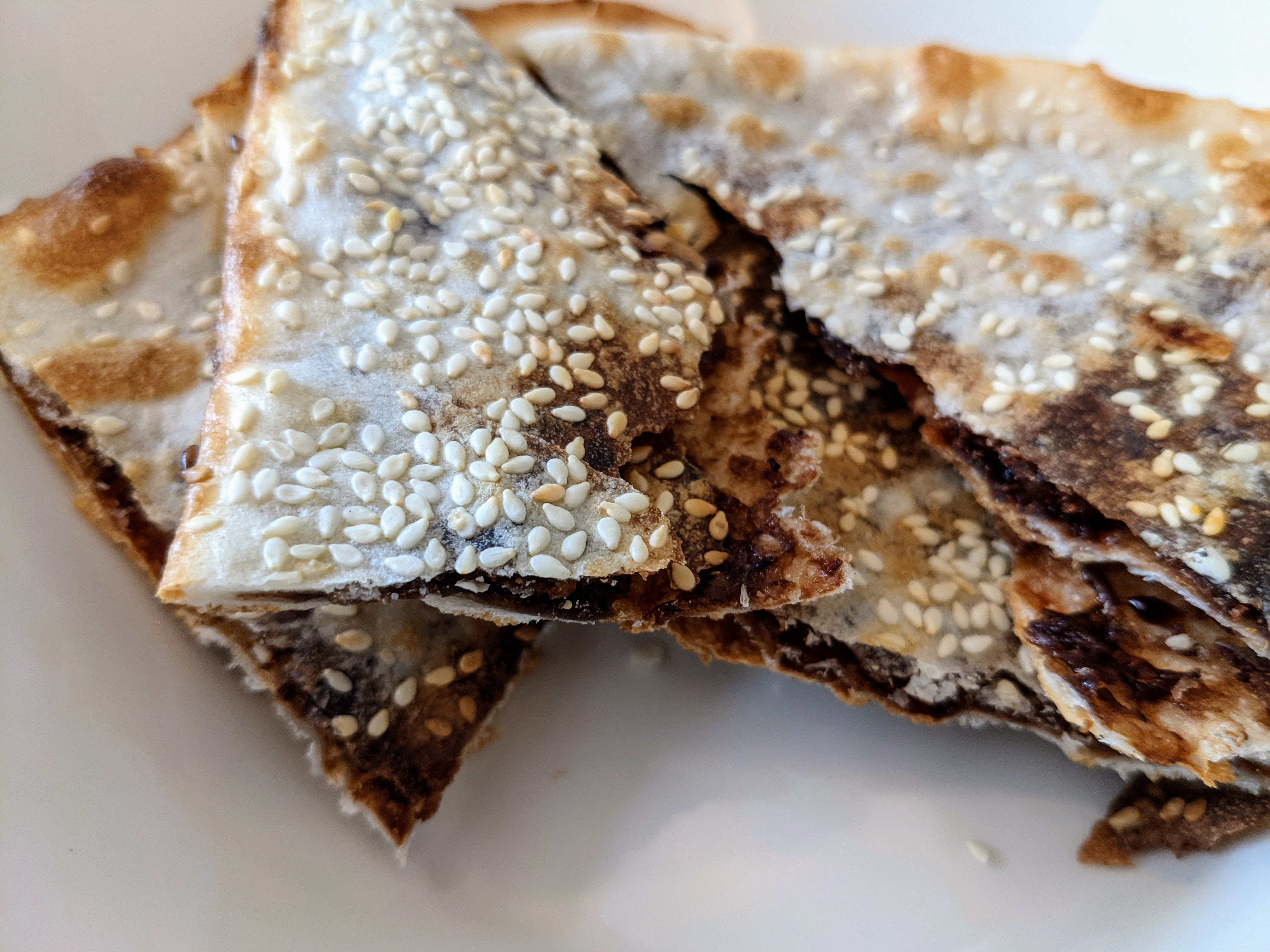
팥소를 넣은 징저우식 궈쿠이

이 음식은 당나라 시대에 노동자가 자신의 철 투구에 나무 불로 납작빵을 구우면서 발명되었다고 한다. 산시, 징저우 (후베이), 허난성, 쓰촨성, 간쑤성 등 다양한 버전이 있다.

### 징저우식
후베이성 징저우시에서 유래한 이 스타일은 밀가루, 물, 효모, 설탕으로 만든 반죽에 닭고기, 소고기, 절인 채소와 같은 짭짤한 속재료 또는 팥소와 같은 달콤한 속재료를 채워 넣는다. 그런 다음 납작하게 만들고 원통형 숯 오븐에서 바삭해질 때까지 굽는다. 준비 과정이 탄두르 오븐에서 인도식 난을 만드는 것과 비슷하여 이 요리는 때때로 "중국식 난"이라고 불린다.

### 산시식
궈쿠이는 산시성에서 유래했다. 산시성에서 궈쿠이는 지름 약 30cm, 두께 약 2.5cm, 무게 약 2.5kg의 둥근 모양이다. 전통적으로 할머니가 손자가 생후 한 달이 되었을 때 (滿月, 한족의 전통적인 풍습) 선물로 준다. 뱡뱡몐과 함께 "관중 (지명)의 여덟/열 가지 기이한 것" 중 하나로 여겨진다.

## 갤러리

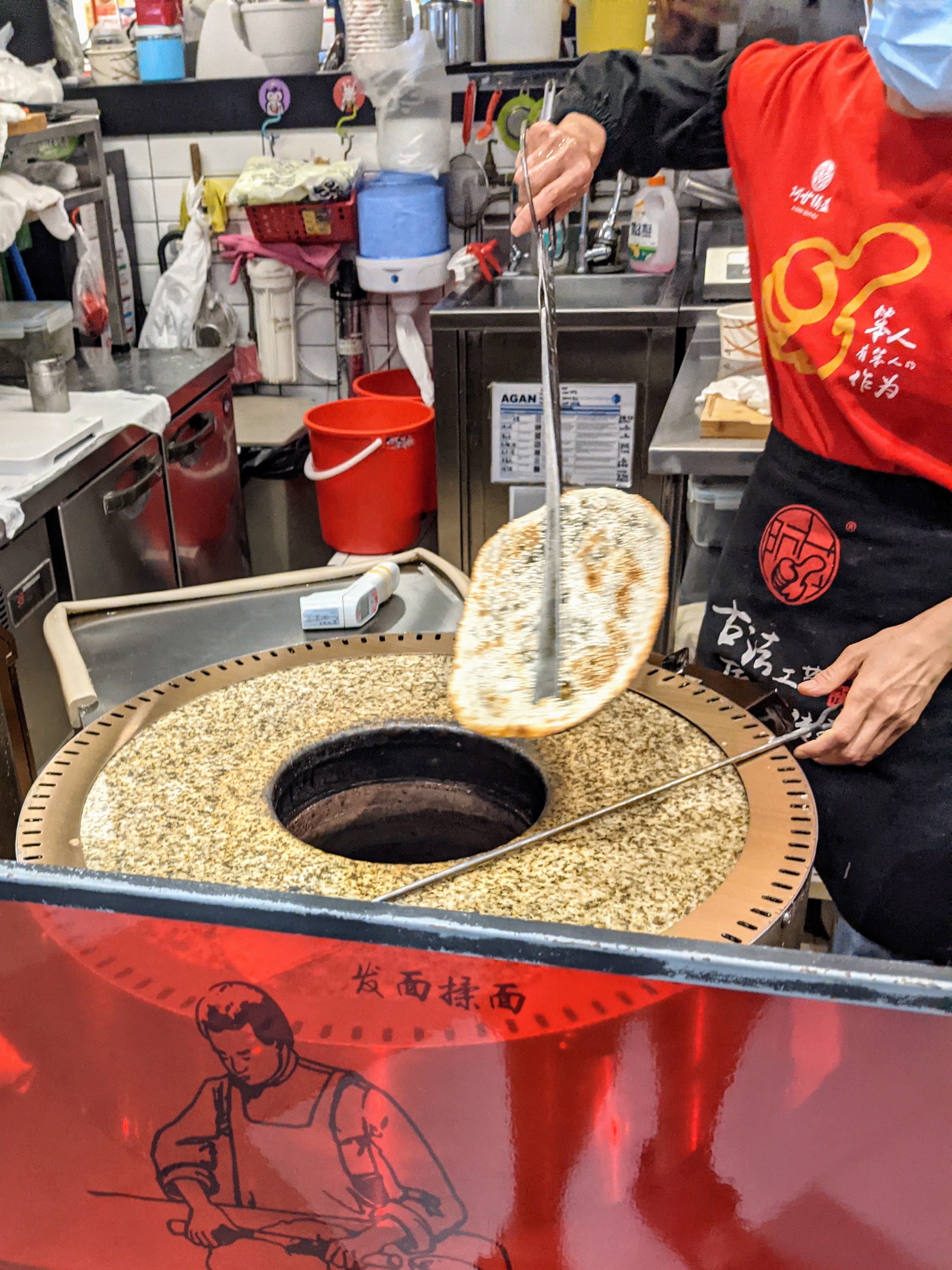
전통적인 원통형 오븐에서 징저우식 궈쿠이 조리
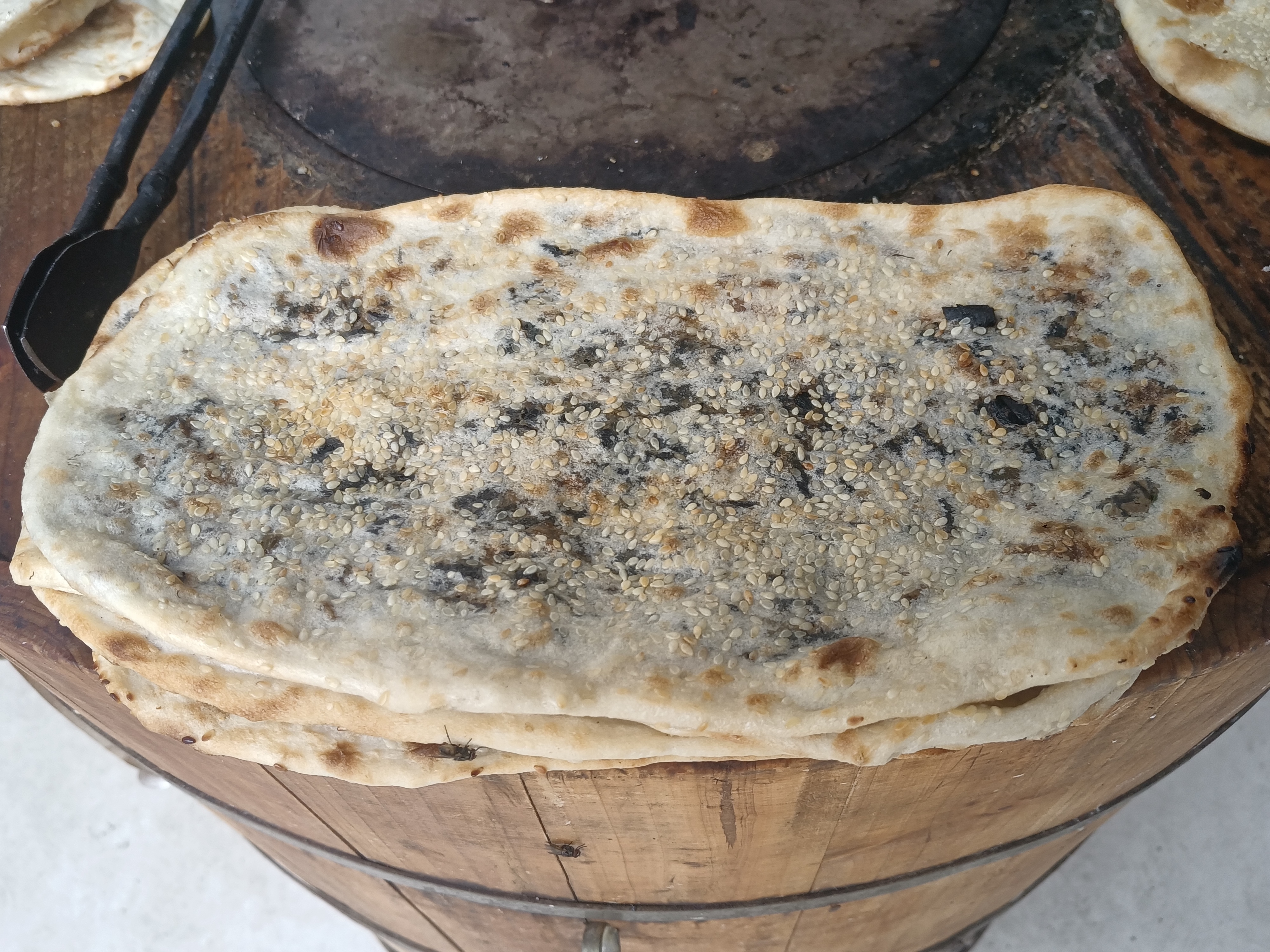
매간차이와 함께
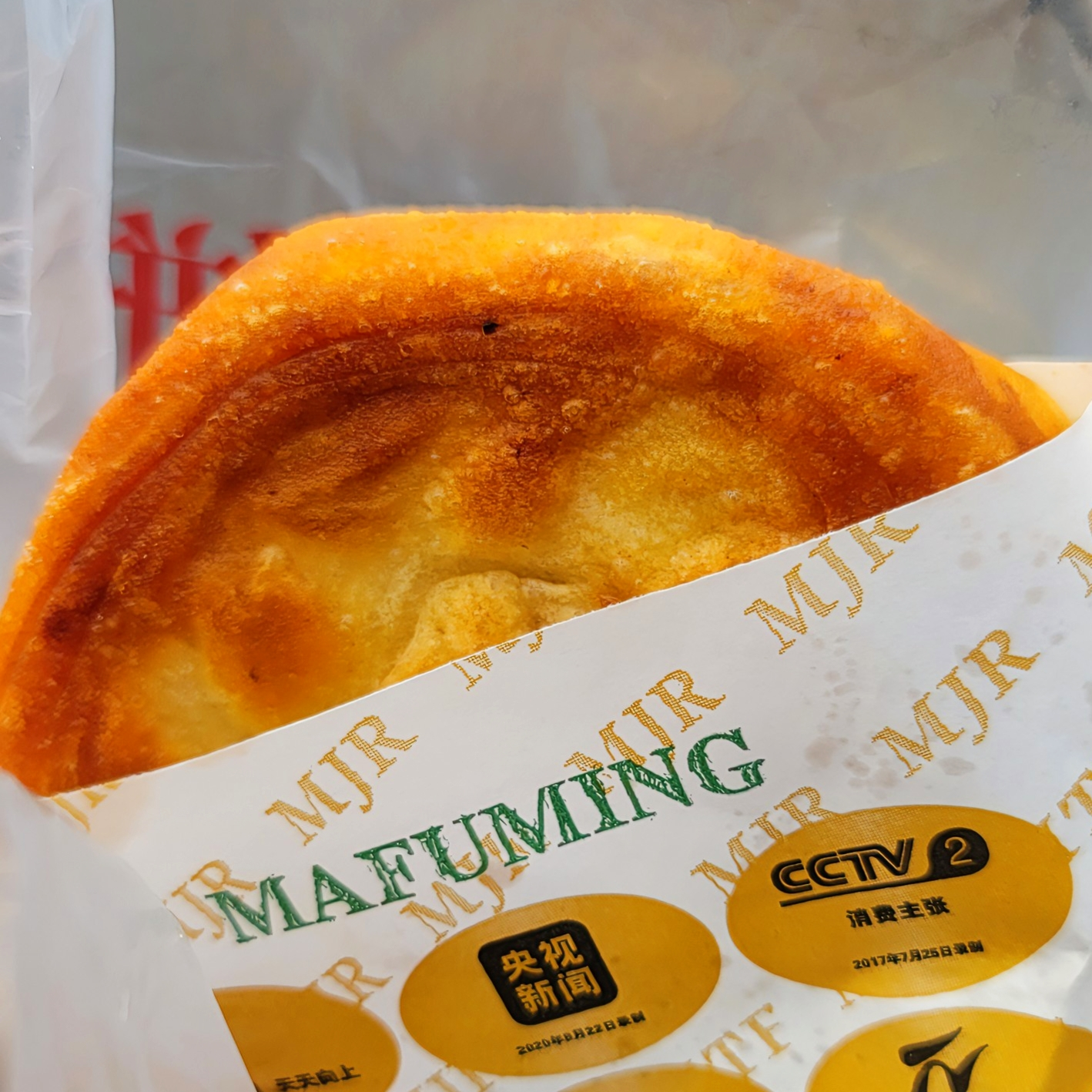
소고기 궈쿠이
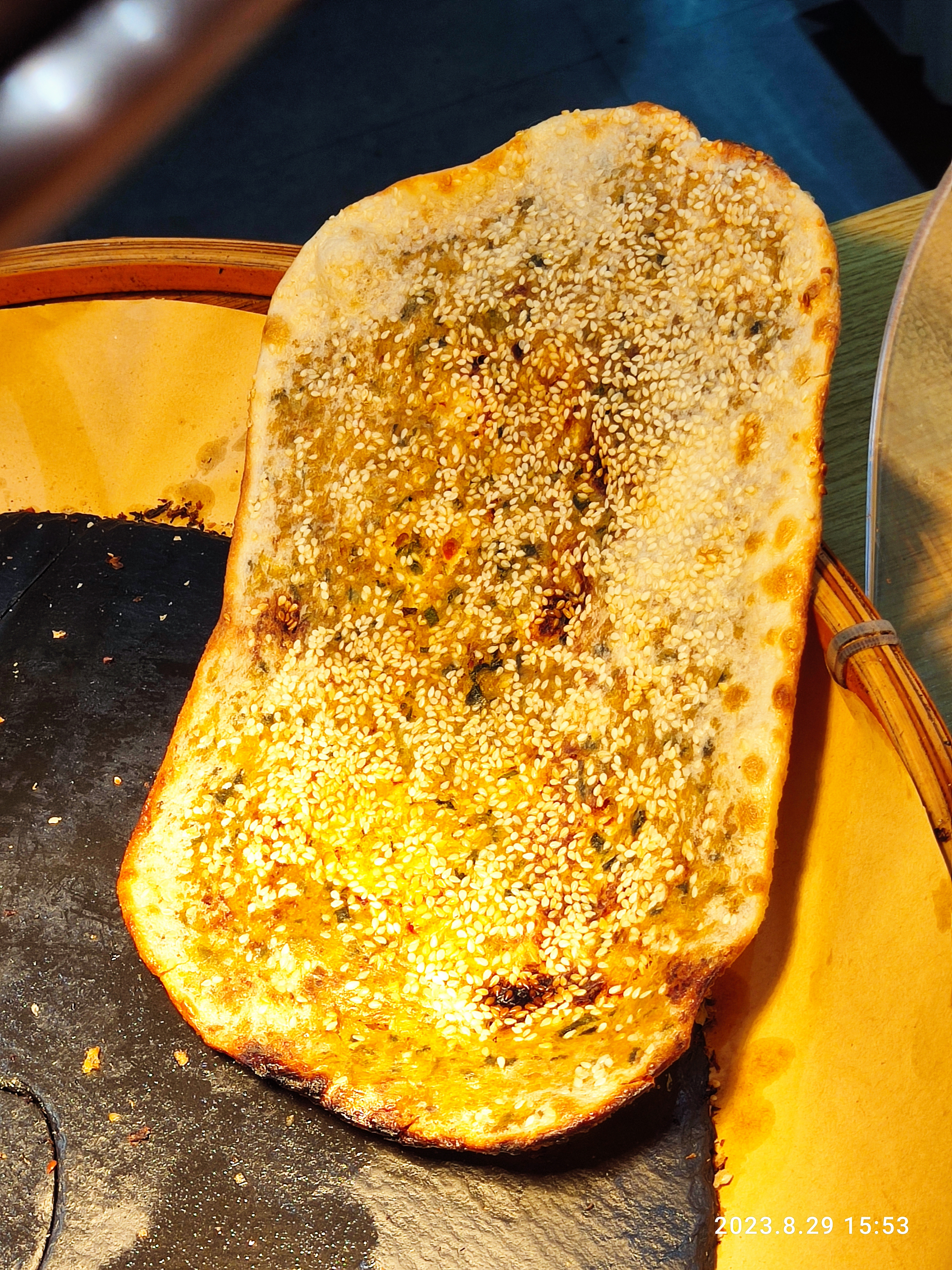
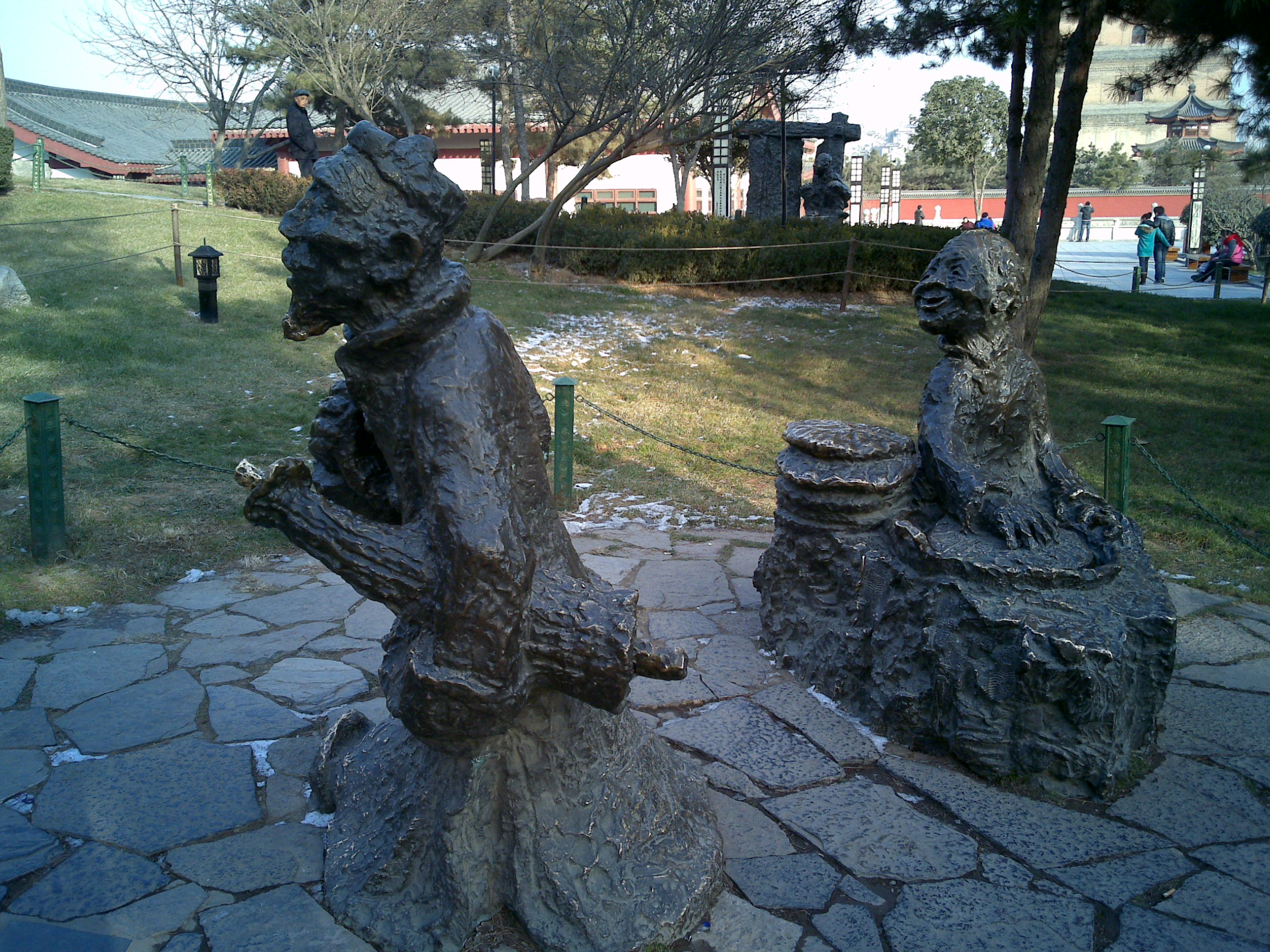
산시/관중 스타일 궈쿠이를 묘사한 조각상

## 같이 보기
- 중국 요리 목록
- 팬케이크 목록